# ニック・ロス
ニック・ロス（Nick Roth, 1985年4月24日 - ）は、アメリカ合衆国の俳優、脚本家。ロス・アンジェルス生まれ。テレビドラマ演出家で映画監督のボビー・ロスの息子。女優リンジー・ホーンも属する映像制作集団ハッピー・キャニオン・クラブのメンバー。本名はNicholas Tobin Roth。反抗的な若者やパンク・ロッカーをよく演じた。

## 学歴
サンタモニカのクロスロード高校（リブ・タイラー、ケイト・ハドソン、グウィネス・パルトロウ、ズーイー・デシャネルらも輩出）に在籍。コーネル大学で英語学の博士号を取得

## 出演作

### テレビドラマ

#### 単発物
- 『クロス・オーバー ふたりの女』（原題:CROSSED OVER、2002年）　2005年 7月29日(金)深夜　土曜午前 2：40～4：10　NHK総合で放映-　ダイアン・キートン（『アニー・ホール』でアカデミー主演女優賞）、ジェニファー・ジェイソン・リーなどと共演　ダイアン・キートン演じるビバリー・ローリーの息子ピーター役。ひき逃げ事故で死亡する。
- 『Brave New Girl』（日本未公開、2004年）　歌手ブリトニー・スピアーズが母との共著で出した小説を、原作者たち自らエグゼクティブ・プロデューサーとして製作し、父ボビーが演出したテレビ映画。主演はリンジー・ホーンとヴァージニア・マドセン。

#### 連続ドラマ
- 『グレイズ・アナトミー 恋の解剖学』　-　シーズン10・第十一話「最初の一歩（Man on the moon）」のティム・ボウマン（タクシーの待合を割り込まれ、ドアにネクタイを挟まれたまま引きずられて気絶した患者）役
- 『WITHOUT A TRACE/FBI 失踪者を追え!』　（スーパー!ドラマTV放映[6]）　- シーズン6、第十話『サンタクロース効果』にトラビス役で出演　リンジー・ホーンも共演
- 『フラッシュフォワード』　第15回　「スパイ容疑（QUEEN SACRIFICE）」- 　竹内結子演じる日本人女性をマッサージ嬢呼ばわりして上司から窘められる機械工の役
- 『クリミナル・マインド FBI行動分析課』 -　シーズン3　第16回『トラウマ（Elephant’s memory）』　ダニー・パンザー役
- 『プリズン・ブレイク』-　シーズン2　第4回『罠の代償（First down）』、ヒッチハイカー役

### 映画
- Manhood （日本未公開）　ジャニーン・ギャロファロ、ネスター・カーボネル、ジョン・リッター、ボニー・ベデリアら共演
- バークレー（日本未公開）　主演。　ボニー・ベデリアが共演

## 脚本担当作
- ナノブラッド（日本未公開、短編）　-　アマンダ・フラー主演、ジミー・ホーン音楽、リンジー・ホーン監督[7]
- カミング・トゥー（製作も担当）-　リンジー・ホーン監督　スラムダンス映画祭で審査員賞受賞[8]
- ドラゴン・クロニクル 妖魔塔の伝説（原題：九層妖塔、英題 : Chronicles of the Ghostly Tribe、中国製作　3D映画）-　陸川監督および父ボビーと共同脚本[9]。2015年の中国国内の興行収入で国内外合わせたランキングで17位、中国作品ランキングで10位の成績を収めた[10]。